# Maccabeus cirratus
Maccabeus cirratus är en djurart som tillhör fylumet snabelsäckmaskar, och som först beskrevs av Vladimir V. Malakhov 1979.  Maccabeus cirratus ingår i släktet Maccabeus och familjen Chaetostephanidae.
Artens utbredningsområde är Indiska oceanen. Inga underarter finns listade i Catalogue of Life.